# Arkadij Wajspapir
Arkadij Moisiejewicz Wajspapir (ros. Аркадий Моисеевич Вайспапир; ur. 23 grudnia 1921 w Bobrowym Kucie, zm. 11 stycznia 2018 w Kijowie) – radziecki żołnierz i partyzant pochodzenia żydowskiego, uczestnik powstania i masowej ucieczki więźniów z obozu zagłady w Sobiborze.

## Życiorys

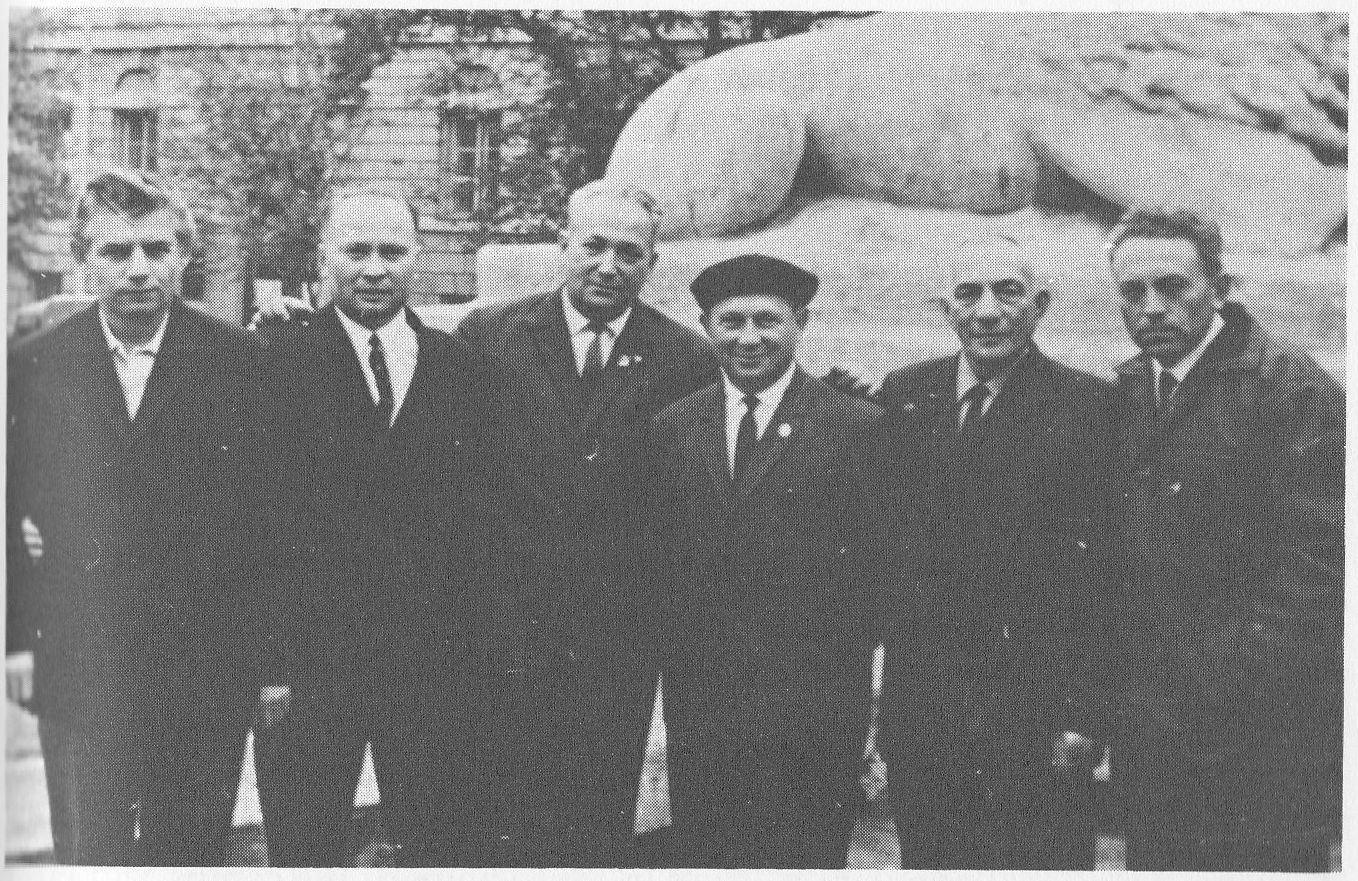
Związek Radziecki, lata 70. Spotkanie byłych jeńców – więźniów Sobiboru. Od lewej do prawej Jefim Litwinowski, Arkadij Wajspapir, Aleksandr Pieczerski, Aleksy Wajcen, Naum Płotnicki, Siemion Rozenfeld

Urodził się w 1921 we wsi Bobrowyj Kut, w regionie Chersoń. Po agresji III Rzeszy na ZSRR w 1941 r. został zmobilizowany do Armii Czerwonej i brał udział w obronie Kijowa, podczas której został ciężko ranny. Następnie został uznany przez Niemców za Żyda i wraz z grupą żydowskich czerwonoarmistów deportowany do obozu zagłady w Sobiborze na terenie okupowanej Polski. Był członkiem ośmioosobowej grupy czerwonoarmistów skupionej wokół Aleksandra Pieczerskiego, który wraz z Leonem Feldhendlerem był współorganizatorem powstania i masowej ucieczki więźniów Sobiboru. W czasie buntu z 14 października 1943, Wajspapir zabił siekierą SS-Oberscharführera Siegfrieda Graetschusa. Po ucieczce z obozu przystąpił do partyzantki.
Po wojnie ukończył Zaporoski Instytut Przemysłowy i pracował w Ługańsku, Artemiwsku i Doniecku. W 1994 osiadł wraz z rodziną w Kijowie. W czasie wojny zginęli wszyscy jego najbliżsi krewni; starszy brat zginął na froncie, zaś matka, pięcioletnia siostra i wszyscy krewni z rodzinnej wsi zostali rozstrzelani przez Niemców w Bobrowym Kucie. Po wojnie założył rodzinę, miał dwóch synów; Michaiła i Wadima.
W 2016 został laureatem przyznawanej przez Federację Wspólnot Żydowskich Rosji, Nagrody „Skrzypka na dachu” w kategorii „Człowiek-legenda”.
W momencie poprzedzającym śmierć był ostatnim żyjącym z kręgu organizatorów powstania i ucieczki z obozu w Sobiborze.
W filmie Sobibór z 2018 roku w postać Wajspapira wcielił się Sergiej Godin.